# OOG
OOG is de Stichting Omroep Organisatie Groningen. De stichting is de zendgemachtigde lokale omroep voor de gemeente Groningen, en verzorgt een doorlopende radioprogrammering en ongeveer een half uur televisie per dag. Daarnaast brengt de omroep op haar kabelkrant en website nieuws uit Groningen. OOG is lid van de organisatie voor lokale omroepen (NLPO).

## Geschiedenis
Het initiatief tot OOG werd genomen in aanloop naar de gemeenteraadsverkiezingen van 1982. Onder maatschappelijke druk werden vanuit de landelijke politiek de regels om uit te mogen zenden versoepeld. Initiatiefnemers Piet Bakker en Roos Renting waren werkzaam bij de USVA, een cultureel studentencentrum. De eerste uitzending vond plaats op 1 juni 1982 en bood een zeven uur durend televisieprogramma. De uitzending bevatte onder meer een lijsttrekkersdebat, geleid door Roel Dijkhuis, die later hoofdredacteur werd van RTV Noord.
De oprichting van de stichting Omroeporganisatie Groningen vond plaats op 23 december 1983. Op dat moment had de omroep een eigen ruimte in de voormalige kleuterschool de Pinksterbloem aan de Nieuwstad.
Eind 1984 werd die ruimte te klein en verhuisde OOG naar een deel van een schoolgebouw aan de Donderslaan. De omroep verzorgde op 25 september 1984 de eerste van zes experimentele avondvullende televisie-uitzendingen rondom de culturele manifestatie Groningen Manifest. Deze werden gedistribueerd via de Centrale Antenne-Inrichting (CAI), die rond die tijd in Groningen werd aangelegd.
Op 12 november 1984 begon het radiostation Radio Stad met uitzenden. De zender zond destijds van 7 uur 's ochtends tot middernacht uit, met voornamelijk muziekprogramma's en enkele uren praatprogramma's, actualiteiten en programma's voor doelgroepen. Radio Stad had ruim 150 vrijwillige medewerkers en was alleen via de kabel te ontvangen.
Bij de ingebruikname van een etherzender in 1988, geplaatst op het dak van het Grand Theatre in het centrum van de Groningen, veranderde de naam van Radio Stad in OOG Radio. In 1988 werd bij een bezuiniging de programmering van OOG Radio fors ingeperkt. In 1989 verhuisde de omroep naar de Oude Boteringestraat, in het centrum van de stad. Omdat OOG Radio geen subsidie ontving van de gemeente Groningen en lokale reclame (toegestaan vanaf 1992) te weinig inkomsten opleverde, was er een groot tekort. Het bestuur van OOG dacht een oplossing gevonden te hebben door samen te gaan werken met de Stichting Vision.
Deze organisatie had als doel om blinden en slechtzienden werkervaring in de mediawereld op te laten doen. Vision FM zou geleid gaan worden door voormalig Veronica/Tros-dj Peter Teekamp.
Nog voordat Vision vanuit de Akkerstraat van start zou gaan (2 oktober 1993) haakte Teekamp af. Vision ging toch van start, maar in januari 1994 besloot de stichtingsraad van OOG om de samenwerking te beëindigen vanwege het niet nakomen van doelstellingen en financiële verplichtingen. Daarna werd samenwerking gezocht met de regionale omroep RTV Noord. Hierbij werd afgesproken dat OOG Radio zich vanwege de grote populatie studenten in Groningen op een jonge doelgroep ging richten.
Tussen 1987 en 1990 zond OOG Televisie eenmaal per twee weken uit, in 1990 werd dit wekelijks. Nadat de omroep in 1993 verhuisde naar een pand aan de Akkerstraat werd begonnen met dagelijkse uitzending.
OOG Televisie stopte in maart 1995 als televisiezender, nadat een samenwerking was aangegaan met Radio Noord. Zeven medewerkers stapten over naar RTV Noord, waarna deze de functie van regionale televisiezender overnam. OOG werd een kweekvijver voor jong talent, achtergebleven medewerkers maakten programma's die op RTV Noord werden uitgezonden. In 1998 werd OOG Televisie weer een zelfstandige zender, gericht op de stad Groningen.
In maart 2018 verhuisde OOG Radio en Televisie naar een nieuw pand op het Zernikecomplex, met de intentie om samen te gaan werken met de Hanzehogeschool en de Rijksuniversiteit Groningen. Met de gemeentelijke herindeling van de gemeenten Groningen, Haren en Ten Boer werd OOG begin 2019 de publieke lokale media-instelling en streekomroep voor de nieuwe gemeente Groningen. Tegelijkertijd werd de lokale omroep van Haren, Haren FM, opgeheven. Een aantal programma's en medewerkers van Haren FM verhuisden naar OOG, zoals Haren Doet en Muziek op Zondag.

## Radioprogrammering
OOG Radio heeft van maandag tot en met vrijdag een vaste dagprogrammering met lokale informatie, nieuws en een breed muziekaanbod. Op werkdagen verzorgt OOG Radio 's ochtends de OOG Ochtendshow en overdag op elk half uur een bulletin met lokaal nieuws. 's Avonds en in het weekend heeft de zender ruimte voor programma's door en voor culturele en etnische doelgroepen. Daarnaast brengt de sportredactie iedere zaterdag van 15:00 - 18:00 OOG Sport.

## Televisieprogrammering
Op televisie verzorgt OOG Televisie dagelijks een uitzending van het OOG TV Nieuws, beginnend om 17.30 uur en doorlopend herhaald tot negen uur 's ochtends. Een uitzending bevat naast het OOG TV Nieuws op sommige dagen een ander programma.
Een bekend programma van OOG TV was Beno's stad, een internationaal prijswinnend programma waarin Beno Hofman vertelt over de geschiedenis van de stad.
Sinds november 2008 tot ongeveer 2017 bood OOG via internet het kanaal StadjersTV aan, een kanaal waarop inwoners van Groningen hun eigen videomateriaal konden uploaden. Dit betrof aanvankelijk een pilot, waar de gemeente Groningen een subsidie van twee jaar voor verstrekte. Een deel van deze subsidie was bestemd voor het in dienst hebben van twee camera-journalisten.

## Distributie
OOG Radio is in Groningen te ontvangen via de ether op FM 106.6 en via de kabel op 105.5. OOG TV is in Groningen en Leek te ontvangen via de analoge kabel op kanaal 7 en in grote delen van de provincie Groningen via de digitale kabel op kanaal 40. In Haren is het radiostation via de ether te ontvangen op FM 107.0. Deze frequentie is overgenomen van Haren FM. De radio- en televisiezender van OOG zijn ook te ontvangen via de website van OOG.

## Bekende gezichten en stemmen
Meerdere landelijk bekende gezichten en stemmen zijn hun carrière bij OOG Radio of OOG TV begonnen. Ook veel Groningse radio- en tv-makers die achter de schermen werken, zijn in Hilversum terechtgekomen, onder anderen:
- Jurgen van den Berg (NCRV Stand.nl, NOS Langs de Lijn)
- Jelle Brandt Corstius (VPRO Zomergasten, Van Moskou tot Magadan, Van Moskou tot Moermansk)
- Erik Dijkstra (Jakhals in De Wereld Draait Door, Bureau Sport, Per Seconde Wijzer)
- Wilfred Genee (De Wedstrijden, Veronica Inside)
- Bert Haandrikman (KRO-NCRV Helemaal Haandrikman)
- Tjitse Leemhuis (Radio Decibel, producer 3FM)
- Arjen Lubach (Zondag met Lubach)
- Nicole van Damme (Regisseur Documentaires)
- Janine Abbring (De Jakhalzen, Zomergasten, redactie Zondag met Lubach)
- Martijn Middel
- Jordi Mulderij (Radio Veronica, SLAM!)
- Sander Schrik (DJ bij KINK, Radio Veronica & sportcommentator, o.a. ESPN en Ziggo Sport)
- Cunera van Selm (NOS Studio Sport)
- Nathan de Vries (Spuiten en Slikken)